# Endoxyla duponchelii
Endoxyla duponchelii is een vlinder uit de familie van de Houtboorders (Cossidae). De wetenschappelijke naam van deze soort is voor het eerst voorgesteld als Zeuzera duponchelii door Edward Newman in een publicatie uit 1856.
De soort komt voor in Australië (Queensland en Noordelijk West-Australië).